# 源昇
源 昇（みなもと の のぼる）は、平安時代初期から中期にかけての公卿。嵯峨源氏、左大臣・源融の次男。官位は正三位・大納言。河原大納言と号す。

## 経歴
清和朝の貞観17年（875年）従五位下に叙爵し、陽成朝の元慶3年（879年）従五位上に叙せられる。土佐権守を経て、光孝朝初頭の元慶8年（884年）右馬助に任ぜられると、元慶9年（885年）左兵衛佐、仁和2年（886年）左衛門権佐と、光孝朝から宇多朝初頭にかけて武官を歴任し、仁和4年（888年）正五位下に昇叙された。
寛平3年（891年）右中弁に遷ると、寛平5年（893年）従四位下・蔵人頭兼左中弁に叙任されるなど、宇多朝では要職を務め、寛平7年（895年）参議に任ぜられ公卿に列した。なお、参議任官後も左中弁を兼帯した数少ない例となっている。
議政官の傍らで、左中弁・侍従・勘解由長官などを兼帯し、醍醐朝の寛平9年（897年）従四位上、延喜4年（904年）正四位下と昇叙された。
その後も、延喜8年（908年）従三位・中納言、延喜14年（914年）大納言と昇進を重ね、延喜16年（916年）正三位に至る。延喜18年（918年）6月29日薨去。享年71。最終官位は大納言正三位兼民部卿。

## 官歴
『公卿補任』による。
- 貞観17年（875年） 正月7日：従五位下
- 元慶3年（879年） 11月25日：従五位上
- 元慶5年（881年） 11月15日：土佐権守
- 元慶8年（884年） 5月29日：右馬助
- 元慶9年（885年） 2月20日：左兵衛佐
- 仁和2年（886年） 2月21日：左衛門権佐
- 仁和4年（888年） 2月10日：近江介。11月25日：正五位下
- 寛平2年（890年） 日付不詳：兼侍従
- 寛平3年（891年） 4月11日：右中弁
- 寛平4年（892年） 正月23日：兼美濃権守
- 寛平5年（893年） 正月21日：従四位下。2月16日：兼木工頭。2月22日：蔵人頭、左中弁（木工頭権守等如元）
- 寛平6年（894年） 8月：兼遣唐装束使。12月25日：兼侍従
- 寛平7年（895年）10月26日：参議、左中弁侍従等如元
- 寛平8年（896年） 2月16日：止左中弁。3月15日：兼勘解由長官
- 寛平9年（897年） 正月13日：兼伊予権守。6月19日：兼右兵衛督。7月13日：従四位上。9月：止督
- 延喜3年（903年） 正月11日：兼讃岐守
- 延喜4年（904年） 正月7日：正四位下
- 延喜8年（908年） 2月23日：従三位、中納言
- 延喜9年（909年） 4月22日：民部卿
- 延喜14年（914年） 8月25日：大納言
- 延喜16年（916年） 3月8日：正三位（法皇御賀院別當）
- 延喜18年（918年） 6月29日：薨去（大納言正三位兼民部卿）

## 系譜
- 父：源融
- 母：不詳
- 妻：藤原門宗の娘
  - 男子：源是茂（886-941） - 光孝天皇養子
- 生母不詳の子女
  - 男子：源適
  - 男子：源仕（891-942）
  - 男子：源後
  - 男子：源衆望 - 源是恒養子
  - 女子：藤原時平室[2]
  - 女子：源貞子 - 宇多天皇更衣
  - 女子：醍醐天皇更衣
  - 女子：目宮王室？[1]